# Фалчинело (Ла Специја)
Фалчинело је насеље у Италији у округу Ла Специја, региону Лигурија.
Према процени из 2011. у насељу је живело 312 становника. Насеље се налази на надморској висини од 266 м.